# Daniel Defoe
Daniel Defoe (eredeti neve: Daniel Foe) (London, 1660. szeptember 13. – London, 1731. április 24.) angol író, újságíró. Az angol felvilágosodás egyik nagy alakja. Az első angol regényíró. Több mint 500 könyvet írt. Legismertebb művei a Robinson Crusoe (1719) és a Moll Flanders (1722).

## Élete
Kispolgári családban született 1660 körül. Édesapja (James Foe) gyertyaöntő, majd mészárosmester, aki a puritán felekezet szigorúan vallásos szellemében nevelte fiát. Ő azonban 1683-ban kereskedőnek állt, saját vállalkozásba kezdett. 1692-ben csődbe ment. Ennek fő oka az volt, hogy egyike volt azoknak, akik a franciaországi háborúban részt vevő hajók biztosítását vállalták. Ekkor 19 kereskedő ment csődbe. További, komoly anyagi veszteségei voltak 1703-ban, amikor az addig jól működő téglagyára Tilbury közelében Defoe politikai bebörtönzése miatt nem működött megfelelően.
Defoe érdekelt volt a hazai és a külpolitikában. Első politikai pamfletje 1683-ban jelent meg. III. Vilmos angol király támogatója volt. Ebben az időszakban talán egyik legnagyobb eredménye a Review című kiadvány rendszeres megjelentetése volt. Ezt a szókimondó újságot gyakorlatilag egyedül szerkesztette 1704 és 1713 között. Az újság eleinte hetente, majd 1705-től három hetente jelent meg. Defoe még akkor is megjelentette, amikor politikai ellenfelei 1713-ban börtönbe záratták.
Defoe nem csak politikai, hanem vallási, erkölcsi, viselkedésbeli témákkal is foglalkozott. Tevékenysége kétségkívül jelentős hatással volt Richard Steele és Joseph Addison folyóirataira, a The Tatlerre és a The Spectatorre.
1714-ben (talán betegsége hatására) megírta egyik legnépszerűbb munkáját, a The Family Instructor, ami 1715-ben jelent meg.
Eddigi munkái talán nem biztosítottak volna számára irodalmi halhatatlanságot, de 1719-ben a prózaírás felé fordult, és elkészítette Robinson Crusoe című munkáját, ami részben utazók és olyan száműzöttek visszaemlékezésein alapult, mint Alexander Selkirk. Defoe ezzel olyan hőst és helyzeteket teremtett, amivel sok olvasója azonosulni tudott.
1722-ben, a Moll Flanders, A Journal of the Plague Year és a Colonel Jack című munkáiban Defoe a sorsukkal küzdő férfiakat és nőket ír le, akik különleges körülmények közé kerülnek. Ugyanakkor ők közönséges emberek, akik életéről Defoe egyes szám első személyben beszél, így az olvasó megismeri gondolataikat és motivációikat. Stílusa tárgyilagos és élénk, részletes.
1724-ben publikálta utolsó nagy munkáját, a Roxana című regényt. Hanyatló egészsége ellenére aktívan írt. 1724–26 között három kötetben jelentette meg ábrákkal illusztrált dokumentarista munkáját, a Tour Through the Whole Island of Great Britain-t („túrák Nagy-Britannia területén”). Ez nagy részben saját tapasztalatain alapult, amiket utazásai során szerzett Skócia területén 1707-ben.

## Művei
- An Essay on Projects (1698) (Esszé tervezetekről)
- The Shortest Way with the Dissenters (1702) (Hogyan bánjunk el rövid úton a máshitűekkel)
- A True Relation of the Apparition of Mrs. Veal (1706) (Igaz beszámoló Mrs. Veal megjelenéséről)
- The Family Instructor (1715 és 1718) (Családi oktató)
- The Life and Strange, Surprising Adventures of Robinson Crusoe (1719) (Robinson Crusoe, 1836)
- Captain Singleton (1720) (Singleton kapitány, 1966)
- The Fortunes and Misfortunes of the Famous Moll Flanders (1722) (Moll Flanders örömei és viszontagságai, 1956)
- A Journal of the Plague Year (1722) (A londoni pestis, 1967)
- Colonel Jack (1722) (Jack ezredes, 1982)
- Roxana, or the Fortunate Mistress (1724) (Roxana, avagy a szerencsés kedves, 1969)

## Magyarul

### 1920 előtt
- Robinson Crusoe története; kivonat Foe és Geiger, ford., átdolg. Vajda Péter; Geibel, Pest, 1844
- Robinson Crusoe élete és kalandjai, 1-3.; Heckenast, Pest, 1858 (Vasárnapi könyvtár)
- Győry Vilmos: A legújabb Robinson; Defoe nyomán; Légrády, Bp., 1873
- Idősb Robinson Crusoe utazásai, élményei és csodálatos kalandjai. A Robinsonadok történetével és a szerző Daniel Defoe életrajzával Lauckhard után; németből ford. Malmosi Károly; Ráth, Bp., 1874
- Cruzoe Robinzon; ifjúsági átdolg.; Eggenberger, Bp., 1874
- Robinson Crusoe története; gyermekek számára átdolg. Radó Vilmos; Eggenberger, Bp., 1884
- Robinson Crusoë vagy Egy hajótörött csodálatos kalandjai. Defoe első és valódi Robinsonja után; ifjúsági átdolg. kiad.; Stampfel, Pozsony–Bp., 1889 (A magyar ifjuság könyvesháza)
- Robinzon Cruzoe története és kalandjai; átdolg. Donászy Ferenc; Athenaeum, Bp., 1892
- Bánhidy Gyula: Robinzon Kruzoe csodálatos története és megmenekülése; Defoe The life and adventures of Robinson Crusoe c. műve alapján; Löbl, Bp., 1895
- Robinson Crusoe élete és viszontagságai; ford., átdolg., utószó Gaal Mózes; Franklin, Bp., 1897
- De Foe–Campe: Robinzon; ifjúsági átdolg. Sebők Zsigmond; Singer-Wolfner, Bp., 1897
- Robinson Crusoe kalandjai [kisnyomtatvány]; Bartalits Imre Ny., Bp., 1898 (Kis mesemondó)
- Robinson Crusoe; Joachim Heinrich Campe, Julius Hoffmann után átdolg. Koltai Virgil; Révai-Salamon Ny., Bp., 190?
- Robinson Crusoe kalandos története; ifjúsági átdolg. Zempléni P. Gyula; Deubler, Bécs, 1900 k.
- Robinzon Kruzoé kalandos története; átdolg. Balogh Dénes; Eisler, Bp., 1900 k. (Magyar népkönyvtár)
- Robinson Crusoe csodálatos története; ifjúsági átdolg. Endrey Zoltán Tivadar; Sachs és Pollák, Bp., 1902 k.
- Robinson Crusoe története. Defoe Dániel után átdolgozott legújabb magyar kiadás; Magyar Könyvkiadó Társaság, Bp., 1905
- Robinson Cruzoe viszontagságos élete; Campe: Die Abenteur Robinson Crusoes nyomán írta Baróti Lajos; Rozsnyai, Bp., 191?
- Robinzon; De Foe, Campe után ifjúsági átdolg. Egry György; Singer-Wolfner, Bp., 1914
- Robinson; Defoe The life and adventures of Robinson Crusoe c. művét átdolg. Győry Vilmos, sajtó alá rend. Gaal Mózes; Légrády Ny., Bp., 1915 (Az Érdekes Újság ifjúsági könyvtára)

### 1920–1944
- Robinson Crusoe yorki tengerész élete és meglepő kalandjai; ford. Fülöp Zsigmond; Athenaeum, Bp., 1922 (Híres könyvek)
- Robinson Crusoe kalandos élettörténete; átdolg. Vida Aladár; Szt. István Társulat, Bp., 1923
- Robinson Crusoe kalandjai; Defoe könyve nyomán elmeséli Benedek Elek; Dante, Bp., 1924
- Robinson. Kalandos történet; Daniel Defoe regénye után; Pallas, Bp., 1926 (Tündérvásár könyvtára)
- Robinson. Egy hajótörött ifjú csodálatos története. Elbeszélés Defoe Dániel regénye nyomán; Sylvester, Bp., 1931
- Robinson Crusoe élete és viszontagságai; ifjúsági átdolg. Domby Béla; Franklin, Bp., 1933
- Robinson Crusoe; ifjúsági átdolg. Daróczi Sándor; Havas R., Bp., 1934
- Robinson Crusoe élete és kalandjai, 1-2.; ford. Temesy Győző; Magyar Cserkész Szövetség, Bp., 1935 (Magyar Cserkész filléres könyvei)
- Robinzon Kruzó kalandos története; átdolg. Kertész Kálmán; Szt. István Társulat, Bp., 1937
- Robinson; Chromo, Bp., 1941 (A kis művész)
- Robinson Crusoe utazásai és kalandjai. Az ifjúság számára; ford., átdolg. Kertész Erzsébet; Nova, Bp., 1942
- Bob kapitány; ford. Geréb László; Béta, Bp., 1943
  - (Singleton kapitány címen is)
- Robinson Crusoe kalandjai; átdolg. Forrai Miklós; Unio, Bp., 1943
- Bob kapitány; ford., átdolg. Fodor József; Unió, Bp., 1943

### 1945–1989
- A teljes nagy Robinson. Robinson Crusoe yorki tengerész élete és csodálatos kalandjai; ford. Szerelemhegyi Ervin; Müller Károly Könyvkiadó, Bp., 1945
- Robinson Crusoe kalandjai. Az ifjúság számára; Testvériség-Egység, Újvidék, 1951
- Robinson; ford. Vajda Endre; Ifjúsági, Bp., 1952
- Moll Flanders örömei és viszontagságai. Regény; ford. Vas István, bev., jegyz. Ungvári Tamás; Új Magyar Kiadó, Bp., 1956 (A világirodalom klasszikusai)
- Robinson Crusoe yorki tengerész élete és különös, meglepő kalandjai. Regény; ford. Vajda Endre, bev. Ungvári Tamás; Európa, Bp., 1960 (A világirodalom klasszikusai)
- Singleton kapitány. Regény, 1-2.; ford., utószó Nemes László; Szépirodalmi, Bp., 1966
  - (Bob kapitány címen is)
- A londoni pestis. Regény; ford. Vámosi Pál; Európa, Bp., 1967 (Európa zsebkönyvek)
- Robinson. Regény; röv., ifjúsági kiad.; utószó Bori Imre; Forum, Novi Sad, 1969 (Az én olvasmányaim)
- Roxana, avagy A szerencsés kedves. Regény; ford. Hernádi Miklós; Európa, Bp., 1969
- A londoni pestis; vál., előszó Jánosházy György, ford. Vámosi Pál; Kriterion, Bukarest, 1981 (Téka)
- Jack ezredes; ford. Szegő György; Európa, Bp., 1982
- Körutazások Nagy-Britannia szigetén; ford. Gombos Imre, vál. Ruttkay Kálmán; Európa, Bp., 1989
- A teljes nagy Robinson. Robinson Crusoe yorki tengerész élete és csodálatos kalandjai; ford. Szerelemhegyi Ervin; Pergamen, Bp., 1990
- A fegyenc Moll Flanders; ford. Vas István; Fátum-ars, Bp., 1993

### 1990 után
- Robinson Crusoe. Regény; ford. M. Nagy Miklós; Európa, Bp., 1996 (Európa diákkönyvtár)
- Robinson Crusoe; átdolg. Sabina Pazienza, ford. Pappné Varga Zsuzsa; Juventus, Bp., 1997 (Kalandos regények tára)
- Bob kapitány; ford. Lukács Jolán, átdolg. Tóth Emőke; Mágus, Bp., 2000 (Könyvfalók könyvtára)
- Robinson Crusoe; ford. Lengyel Tamás; Puedlo, Nagykovácsi, 2004
- Robinson Crusoe; átdolg. Sean Price, ford. Bocz András; Alexandra, Pécs, 2005 (Illusztrált klasszikusok kincsestára)
- Robinson Crusoe; átdolg. Deanna McFadden, ford. Csonka Ágnes; Alexandra, Pécs, 2010 (Klasszikusok könnyedén)
- Robinson Crusoe; átdolg. Dan Johnson, ford. Németh Dorottya, Diószegi Dorottya; Ventus Libro, Bp., 2010 (Klasszikusok képregényben)
- Robinson Crusoe. Nyelvtanulók számára rövidített és átdolgozott kétnyelvű változat; ford. Sipos Júlia; Tinta, Bp., 2013

- Robinson Crusoe. 4. szint; átdolg. María Asensio; Napraforgó, Bp., 2015 (Olvass velünk!)

- Robinson Crusoe; újramesélte Wolfgang Knappe, ford. Kincses Edit; Ciceró, Bp., 2017 (Klasszikusok gyerekeknek)
- Daniel Defoe–Jacob de Bucquoi–Alexandre Olivier Exquemelin: Libertalia. Szabad kalózközösségek – az újkor első demokratikus alaptörvényei; ford., jegyz., utószó Miklós Tamás; Atlantisz, Bp., 2021 (Kísértések)

## Adaptációk
- A londoni pestis rádióváltozata: Első Pesti Egyetemi Rádió, 2020[2]